# Antemasque
Antemasque je americká rocková skupina, která vznikla v roce 2014. Tvoří ji dva dřívější členové skupiny The Mars Volta, Omar Rodríguez-López a Cedric Bixler-Zavala; dále se skupinou hraje bubeník David Elitch. Vznik projektu byl oznámen v dubnu 2014 a ještě téhož dne byla zveřejněna první píseň nazvaná „4AM“. V červenci 2014 skupina vydala své první album nazvané Antemasque, kde na baskytaru hrál Flea ze skupiny Red Hot Chili Peppers.